# Gilbert Grandval

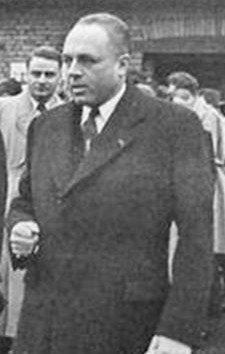
Gilbert Grandval (um 1950)

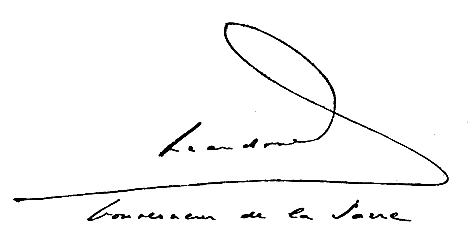
Unterschrift von Gilbert Grandval in seiner Funktion als Gouverneur des Saarlandes

Gilbert Grandval (eigentlich Gilbert Hirsch-Ollendorff; * 12. Februar 1904 in Paris; † 29. November 1981 ebenda) war ein französischer Widerstandskämpfer und gaullistischer Politiker. Er war von 1945 bis 1955 oberster Vertreter Frankreichs im Saarland (nacheinander als Militärgouverneur, Hoher Kommissar und zuletzt Botschafter). Als Mitglied der linksgaullistischen UDT war er von 1962 bis 1966 Arbeitsminister Frankreichs.

## Leben
Grandval wurde unter dem Namen Yves Gilbert Edmond Hirsch in das Geburtsregister von Paris eingetragen. Der Vater Edmond Hirsch wie schon der Großvater väterlicherseits Henri Hirsch waren Buchhändler. Der Großvater war von Straßburg nach Paris übersiedelt und hatte nach 1871 als Elsässer optiert, um französischer Staatsangehöriger zu bleiben. Der Großvater mütterlicherseits war Paul Ollendorff, ebenfalls Buchhändler und Verleger des Schriftstellers Guy de Maupassant. Grandval führte zunächst offiziell den Doppelnamen Hirsch-Ollendorff. Nach dem Besuch des Lycée Condorcet in Paris und einem abgebrochenen Medizinstudium wurde er mit etwa 25 Jahren zum kaufmännischen Leiter innerhalb des bedeutenden französischen Unternehmens Compagnie de Saint-Gobain ernannt. Das Unternehmen stellte seinerzeit Gläser und chemische Produkte her. Grandval war für das Unternehmen in Lyon in der Sparte der Düngemittelherstellung tätig.
Grandval stammte aus einer jüdischen Familie und ist später zum katholischen Glauben  übergetreten. Er war verheiratet und hatte zwei Söhne und eine Tochter.

## Widerstand (Résistance)
Als erfahrener Freizeitpilot wurde Gilbert Hirsch-Ollendorff zu Beginn des Zweiten Weltkriegs 1939 zur französischen Luftwaffe eingezogen. Als Pilot war er an alliierten Flucht- und Rettungseinsätzen beteiligt.

Während der deutschen Besetzung Frankreichs schloss er sich der Widerstandsbewegung an. Ab April 1943 beteiligte er sich im Norden Frankreichs an Aktionen der Widerstandsgruppe Ceux de la Résistance (CDLR). Am 6. August 1943 wurde er von den deutschen Besatzern in Paris verhaftet. Mangels Beweisen wurde er jedoch nach zwei Tagen wieder freigelassen. 
Nach diesem Vorfall widmete er seine ganze Arbeit der Untergrundorganisation und war von diesem Zeitpunkt an vollwertiges Mitglied der Résistance. Zu dieser Zeit legte er sich auch den Decknamen Grandval zu, den er nach dem Krieg mit Genehmigung des Präsidenten der Übergangsregierung seit dem 25. Februar 1946 auch amtlich führte. Als Führungsmitglied befehligte Grandval die französischen Widerstandskräfte in acht Départements im Osten Frankreichs. Auf Weisung von General Charles de Gaulle wurde er als Militärbeauftragter der 20. Region (Nancy) eingesetzt.
Im September 1944 besiegten seine Einheiten die in Nancy verbliebenen Reste der deutschen Wehrmacht, nachdem er zwei Tage vor den Amerikanern in die Stadt eingerückt war. Aus den dabei aufgetretenen Streitigkeiten mit amerikanischen Offizieren entstand wohl seine Abneigung gegen die Amerikaner. Im befreiten Nancy empfing er am 25. September 1944 General de Gaulle.

## Politisches Wirken

### Saarland
Ursprünglich wollte de Gaulle Grandval als französischen Militärgouverneur in Baden-Baden einsetzen. Aber Grandval, der vor dem Krieg bereits in der Industrie gearbeitet hatte, war an einem solchen rein politischen und diplomatischen Einsatz nicht interessiert. Ihn reizten vielmehr konkretere Dinge wie Kohle, Stahl und Wiederaufbau. Daraufhin ernannte ihn de Gaulle am 30. August 1945 zum Militärgouverneur der französischen Besatzungsmacht im Saarland. Er stand nun an der Spitze der „Délégation Supérieure de la Sarre“, die die französische Militärregierung an der Saar darstellte. 
Die Verwaltung des Saarlands wurde 1946 von der übrigen französischen Besatzungszone getrennt und es bekam im Dezember 1947 eine eigene Verfassung als autonomes Land unter französischem Protektorat. Infolgedessen amtierte Grandval ab 10. Januar 1948 nicht mehr als Militärgouverneur, sondern als Hoher Kommissar und von 1952 bis 1955 als „Botschafter“ Frankreichs im Saarland. In dieser Zeit kontrollierte er den Wiederaufbau der zerstörten saarländischen Kohle- und Stahlindustrie, die in den Folgejahren Reparationsleistungen für den französischen Staat erwirtschaften musste. Wenige Monate vor der Saarabstimmung zum Europa-Statut am 23. Oktober 1955 wurde Grandval als französischer Vertreter im Saarland durch den Diplomaten Éric de Carbonnel abgelöst.
In seiner Zeit als Hoher Kommissar residierte er auf dem ehemals Stumm'schen Schloss Halberg bei Saarbrücken, das zu diesem Zweck vom Militärgouvernement requiriert worden war. Es war unzerstört geblieben, und da es seit 1935 dem Reichssender Saarbrücken gehörte, befand es sich seit Kriegsende in ungeklärten Besitzverhältnissen; das Schloss ist seit 1959 Sitz der Intendanz des Saarländischen Rundfunks.

### Marokko
Am 20. Juni 1955 wurde Grandval Generalresident in Französisch-Marokko. Zwei Jahre zuvor hatte die französische Protektoratsmacht den Sultan Sidi Mohammed Ben Youssef (Mohammed V.) abgesetzt und exiliert und stattdessen seinen Onkel Mohammed ben Arafa auf den Thron gesetzt. Dies löste einen antikolonialen Aufstand aus, der auch während der Amtszeit Grandvals andauerte. Am 14. Juli, dem französischen Nationalfeiertag, gab es einen Bombenanschlag in Casablanca. Bei Grandvals Antrittsbesuch in Meknès am 25. Juli 1955 schoss die Polizei auf protestierende Anhänger des abgesetzten Sultans Mohammed Ben Youssef. Nach 55 Tagen im Amt trat Grandval wegen Differenzen mit der französischen Regierung unter Edgar Faure zurück. Sein Nachfolger als Generalresident war Pierre Boyer de Latour du Moulin. Ein halbes Jahr später wurde das französische Protektorat Marokko in die Unabhängigkeit entlassen.

### Regierungsmitglied
Nach der Machtübernahme Charles de Gaulles und der Gründung der Fünften Republik war Grandval 1959 Gründungsmitglied der linksgaullistischen Partei Union démocratique du travail (UDT). Unter Premierminister Georges Pompidou war Grandval von April bis Mai 1962 Staatssekretär für Außenhandel und anschließend bis Januar 1966 Arbeitsminister. Die UDT fusionierte 1962 mit der Union pour la Nouvelle République (UNR).

### Späte Jahre
Anschließend war er bis zu seinem Ruhestand 1972 Präsident der Reederei Messageries Maritimes. Ab 1971 war Grandval Präsident der linksgaullistischen Partei „Union travailliste“. Auch noch im Ruhestand blieb er als Gaullist (Union gaulliste pour la Démocratie) politisch aktiv. Er zählte sich zu den Links-Gaullisten und bekannte sich als scharfer Gegner von Jacques Chirac, dem er Nationalismus vorwarf. Grandval befürwortete dagegen die Politik von Valéry Giscard d’Estaing.
Gilbert Grandval starb am 29. November 1981 in Paris. Er wurde in Saint-Cloud beigesetzt.

## Schriften
- Grandval, Gilbert / Johannes Hoffmann: La Sarre - bilan d'une année de reconstruction [Die Saar - Bilanz eines Jahres Wiederaufbau]. Paris, 1949. 137 S.
- Abschiedsansprache S. E. Gilbert Grandval, französischer Botschafter, Chef der französischen diplomatischen Vertretung im Saarland, Donnerstag, den 30. Juni 1955 bei dem ihm zu Ehren von der Regierung des Saarlandes veranstalteten Empfang. Saarbrücken: Presse-Verl, 1955. 10 Bl.
- Grandval, Gilbert: Ma Mission au Maroc [Meine Mission in Marokko]. Paris: Plon, 1956. 273 S.
- Grandval, Gilbert / A. Jean Collin: Libération de l'est de la France [Befreiung Ostfrankreichs]. Paris: Hachette, 1974. 275 S.
- Grandval, Gilbert: Archives privées. [Text teilw. deutsch u. französ.] Paris, 1983.
- L'économie sarroise. Toutes les activités sarroises passées en revue par 20 industriels sarrois. Ed.: Gilbert Grandval. Paris, 1984.

## Auszeichnungen (Auswahl)
- Ordre de la Libération
- Großoffizier der Ehrenlegion
- Croix de guerre 1939–1945
- Médaille de la Résistance mit Rosette
- Offizier des Ordre des Palmes Académiques
- Commandeur du Mérite Maritime
- Legion of Merit